# Nemcia
Nemcia é um género botânico pertencente à família Fabaceae.
1. ↑  «Nemcia — World Flora Online». www.worldfloraonline.org. Consultado em 19 de agosto de 2020